# نيكولاس بيرك
نيكولاس بيرك (بالإنجليزية: Nicholas Burke)‏ هو موسيقي أيرلندي، (و. 1837  م).